# Speocera
Speocera là một chi nhện trong họ Ochyroceratidae.